# Reeline
La reeline est une protéine qui se trouve principalement dans le cerveau, mais aussi dans la moelle épinière, dans le sang et dans d'autres organes et tissus. Son gène est RELN, situé sur le chromosome 7 humain.
Le nom est dû à la démarche titubante (reeling gait) des souris Reeler (en), dont on a découvert par la suite qu'elles présentaient une déficience en cette protéine cérébrale et étaient homozygotes pour la mutation du gène RELN, codant sa synthèse.
Le principal phénotype associé à la perte de fonction reeline est une grossière inversion des couches corticales. Les souris hétérozygotes pour le gène reeline – tout en ayant peu de défauts neuroanatomiques –, affichent les traits liés aux troubles psychotiques.

## Rôle
La reeline est cruciale pour la régulation des processus de migration neuronale et du positionnement dans le cerveau en développement. Outre ce rôle important dans le développement précoce, la reeline reste active dans le cerveau adulte, en modulant la plasticité synaptique par le renforcement de l'induction et la maintenance de la potentialisation à long terme. Elle stimule également le développement des dendrites et régule la poursuite de la migration des neuroblastes générés dans les sites où la neurogenèse adulte prend place, comme les zones subventriculaires et subgranulaires. 

## En médecine
La reeline est impliquée dans la pathogenèse de plusieurs maladies du cerveau. Des réductions sensibles de l'expression de la protéine ont été observées chez des patients atteints de schizophrénie, de trouble bipolaire ou d'autisme, mais la cause en est incertaine : des études montrent en effet que les médicaments psychotropes affectent eux-mêmes l'expression de la reeline, tandis que l'hypothèse épigénétique visant à expliquer l'évolution des taux a reçu plusieurs éléments de preuve contradictoires. 
L'absence totale de reeline est la cause d'une forme particulière de lissencéphalie appelée microlissencéphalie. 
Il est possible que la reeline joue également un rôle dans la maladie d'Alzheimer, l'épilepsie du lobe temporal, ou encore l'autisme.

## Structure
La protéine reeline humaine pèse 388 kDA, elle est identique 94,2 % à celle de la souris.